# Distretto di Feuerbach
Il distretto di Feuerbach è un distretto (Stadtbezirk) di Stoccarda.